# Walter Taibo
Walter Taibo, vollständiger Name Walter Taibo Martínez, (* 7. März 1931 in Montevideo; † 10. Januar 2021) war ein uruguayischer Fußballspieler und -trainer.

## Spielerkarriere

### Verein
Taibo, Sohn der 1919 nach Uruguay gelangten spanischen Einwanderer José Taibo und Brígida Martínez, kam als drittgeborener der vier Brüder namens Raúl, Juan Carlos, Walter und Nelson zur Welt. Er arbeitete nach dem Schulbesuch zunächst in der Bäckerei seines Vaters in Cerrito de la Victoria. In seiner Jugend spielte er zunächst für El Convenio, bevor er sich im Alter von 14 Jahren Bella Vista anschloss. Taibos Zeit bei den Montevideanern währte von 1945 bis 1949. In seiner Zeit bei Bella Vista absolvierte der spätere Torwart auch neun Pflichtspiele als Mittelfeldspieler. 1949 wechselte er zum großen Stadtrivalen und Fußballgiganten Nacional. Dort spielte er im Jahr seines Wechsels zunächst in der Tercera. Nachdem Torhüter Taibo sich dort recht bald 1950 in einem im Parque Central ausgetragenen Spiel gegen Danubio an der Lunge verletzte und bei seiner ersten Auslandsreise nach Porto Alegre plötzlich Blut spuckte, musste er rund drei Jahre aussetzen und kehrte 1953 für die letzten drei Partien gegen River Plate Montevideo, Peñarol und die Rampla Juniors auf den Fußballplatz zurück. Taibo gewann sodann mit dem von Ondino Viera trainierten Ensemble die uruguayische Meisterschaft der Jahre 1955, 1956 und 1957. 1958 siegte seine Mannschaft zudem in der Copa Teresa Herrera. 1959 nahm er mit Nacional an einer Europa-Tournee teil, bei der man von zehn Spielen lediglich zwei gegen Barcelona und Dynamo Moskau verlor. Gegen Barcelona spielte er trotz einer Knieverletzung und lieferte dabei eine außerordentlich schlechte Leistung ab, was seine Hoffnung auf einen Vertrag bei den zuvor interessierten Katalanen zunichtemachte. In seiner Zeit bei den Bolsos war er fünf Jahre lang Mannschaftskapitän. 1959 und 1960 stand er dann in Reihen des argentinischen Vereins Club Atlético Huracán und absolvierte dort 41 Spiele. 1961, nach anderer Quelle 1962, schloss er sich den Montevideo Wanderers an und blieb dort bis zu seinem Wechsel im Jahre 1966. Zu Beginn seiner Zeit dort brach er sich den Finger und musste abermals eine fünfmonatige Pause einlegen. Während seiner Vereinszugehörigkeit wurde er mit den Wanderers Zweitligameister. Zwar existieren auch Quellen, die ihn in jenem Zeitraum erneut bei den Bolsos verorten, diese stehen aber im Widerspruch zu Taibos eigenen Aussagen. Taibo gehörte in den Jahren 1966 und 1967 dem Kader Peñarols in der Primera División an. Dies war insoweit ungewöhnlich, da er zuvor jahrelang als Kapitän des Erzrivalen Nacional agierte. Mit den von Roque Máspoli als Trainer betreuten Aurinegros gewann er 1966 die Copa Libertadores und den Weltpokal. Im Folgejahr triumphierte man in der uruguayischen Meisterschaft. Anschließend spielte er zunächst für Sud América. 1969 folgte ein Engagement beim Verein Mar de Fondo, mit dem er Meister der C wurde und in die B aufstieg. Im Folgejahr lief er auch noch kurzzeitig für Progreso auf. Seine Karriere beendete er dann in Carmelo bei Nacional, wo er noch bis 1975 aktiv war.

### Nationalmannschaft
Taibo war auch Mitglied der A-Nationalmannschaft Uruguays, für die er zwischen dem 23. März 1955 und dem 26. Juni 1966 30 Länderspiele absolvierte. Dabei musste er 46 Gegentore hinnehmen. Taibo, der sein Debüt unter Nationaltrainer Juan Carlos Corazzo feierte, nahm mit Uruguay sowohl an den Südamerikameisterschaften 1957 in Peru und 1959 in Argentinien, als auch an der Weltmeisterschaft 1966 teil, bei der Ladislao Mazurkiewicz als Stammtorhüter fungierte. Zwar kam er im Turnier in England nicht Einsatz, jedoch hatte er im Rahmen der WM-Qualifikation als Teil der Startformation in den Begegnungen gegen Bolivien und Peru mitgewirkt.

### Erfolge
- Weltpokal: 1966
- Copa Libertadores: 1966
- 4× Uruguayischer Meister: 1955, 1956, 1957, 1967
- Trofeo Teresa Herrera: 1958

## Trainertätigkeit
Während und nach seiner aktiven Karriere wirkte er als Trainer der Vereine Bella Vista, Montevideo Wanderers, Sud América, River Plate, Cerro und Colón. So gab er bereits 1962 ein knapp zweimonatiges Gastspiel in dieser Funktion bei Bella Vista. Auch 1965 sprang er bei den Wanderers in dieser Funktion ein. 1968 tat er selbiges bei Sud América als Nachfolger des zu Danubio gewechselten Milans. 1975 übernahm er dann die Mannschaft River Plate Montevideos. Ein Jahr später griff der CA Cerro auf Taibos Dienste zurück. 1981 betreute er die Mannschaft des Danubio FC.